# مردم جوان (فیلم ۱۹۴۰)
مردم جوان (انگلیسی: Young People) فیلمی در ژانر درام به کارگردانی آلن دوان است که در سال ۱۹۴۰ منتشر شد.

## بازیگران
- شرلی تمپل
- جک اوکی
- جورج مونتگومری
- مینور واتسون
- می مارش
- چارلز هالتون
- شارلوت گرینوود
- داریل هیکمن
- فرانک سالی
- اروینگ بیکن
- اولین هولند
- کتلین هاوارد
- کیتی مک‌هیو